# Norborne
Norborne és una població dels Estats Units a l'estat de Missouri. Segons el cens del 2000 tenia 805 habitants.

## Demografia
Segons el cens del 2000, Norborne tenia 805 habitants, 358 habitatges, i 220 famílies. La densitat de població era de 493,4 habitants per km².
Dels 358 habitatges en un 28,2% hi vivien nens de menys de 18 anys, en un 50% hi vivien parelles casades, en un 6,4% dones solteres, i en un 38,3% no eren unitats familiars. En el 34,6% dels habitatges hi vivien persones soles el 20,4% de les quals corresponia a persones de 65 anys o més que vivien soles. El nombre mitjà de persones vivint en cada habitatge era de 2,25 i el nombre mitjà de persones que vivien en cada família era de 2,93.
Per edats la població es repartia de la següent manera: un 25% tenia menys de 18 anys, un 7,7% entre 18 i 24, un 24,2% entre 25 i 44, un 22,4% de 45 a 60 i un 20,7% 65 anys o més.
L'edat mediana era de 40 anys. Per cada 100 dones de 18 o més anys hi havia 81,9 homes.
La renda mediana per habitatge era de 25.208 $ i la renda mediana per família de 31.488 $. Els homes tenien una renda mediana de 24.821 $ mentre que les dones 18.393 $. La renda per capita de la població era de 14.526 $. Entorn de l'11,1% de les famílies i el 15,8% de la població estaven per davall del llindar de pobresa.

## Poblacions properes
El següent diagrama mostra les poblacions més properes.